# Christian Santamaría
Christian Santamaría (ur. 20 grudnia 1972 w La Ceiba) – były honduraski piłkarz występujący najczęściej na pozycji pomocnika.